# 100인의 선택, 턴업
《100인의 선택, Turn Up》은 2018년에 OGN에서 방송된 IT 오디션이다. 이 프로그램은 스타트업 기업들을 대상으로 시행되는 프로그램인 창업도약패키지의 2차 평가를 겸하고 있다. 일반인 80명, 전문가 20명이 평가에 참여한다. 우승자는 OGN의 프로그램에 출연할 기회를 얻게 된다.